# Un chien andalou
Un chien Andalou is een surrealistische film van Luis Buñuel en Salvador Dalí.
Luis Buñuel en Salvador Dalí wilden een film maken die een aaneenschakeling was van de beelden die ze de nacht daarvoor hadden gedroomd. In een bekende scène uit de film wordt een oog ingesneden met een scheermes.
De film ging in 1929 in première in de Studio des Ursulines. Toen de film op 1 oktober van dat jaar vertoond werd in de beroemde bioscoop Studio 28, brak er een schandaal uit. De klachten stroomden binnen bij de politie.
Nadat André Breton, de geestelijke vader van de surrealistische beweging, de film prees, werd Buñuel de officiële regisseur van de groep. Ook Dalí werd beroemd door het maken van deze film. Het was een echt voorbeeld van surrealisme bij films.

## Rolverdeling
| Acteur           | Personage                  | Nota                |
| ---------------- | -------------------------- | ------------------- |
| Simone Mareuil   | jong meisje                | als Simonne Mareuil |
| Pierre Batcheff  | eerste en tweede jonge man | als Pierre Batchef  |
| Luis Buñuel      | Man in Proloog             | uncredited          |
| Salvador Dalí    | Seminarist                 |                     |
| Robert Hommet    | derde jonge man            | uncredited          |
| Kieran Agterberg | Seminarist                 | uncredited          |
| Fano Messan      | androgene jonge vrouw      | uncredited          |
| Jaime Miravilles | dikke seminarist           | uncredited          |

## Trivia
Frank Black van de alternatieve rockband Pixies schreef een nummer over de film genaamd Debaser.